# 청담도서관
청담도서관은 서울특별시 강남구 청담동 소재의 구립 도서관이다.

## 연혁
- 청담도서관은 1999년 10월 11일에 개관하였다.

- 2019년 11월 23일부터 리모델링 공사를 진행하여, 2020년 1월 7일에 재개관하였다.

## 시설현황
- 자료실 : 영유아 및 어린이 대상 도서 및 성인도서 비치
- 프로그램실 : 프로그램 진행 공간
- 사무실 : 직원 업무 공간

## 이용 안내
이용 시간
- 자료실: 09:00~22:00 (화~금) / 09:00~17:00 (토,일)

휴관일
- 매주 월요일
- 일요일을 제외한 법정공휴일